# Bamilékés
 (avril 2021).
Si vous disposez d'ouvrages ou d'articles de référence ou si vous connaissez des sites web de qualité traitant du thème abordé ici, merci de compléter l'article en donnant les références utiles à sa vérifiabilité et en les liant à la section « Notes et références ».
Les Bamilékés sont un peuple d’Afrique centrale, vivant dans la région de l'Ouest du Cameroun au « Pays bamiléké », une vaste région de savane des hauts plateaux volcaniques du Grassland.

## Culture
Grâce à l'offre culturelle riche, le Pays bamiléké est devenu l'une des principales destinations du tourisme au Cameroun.

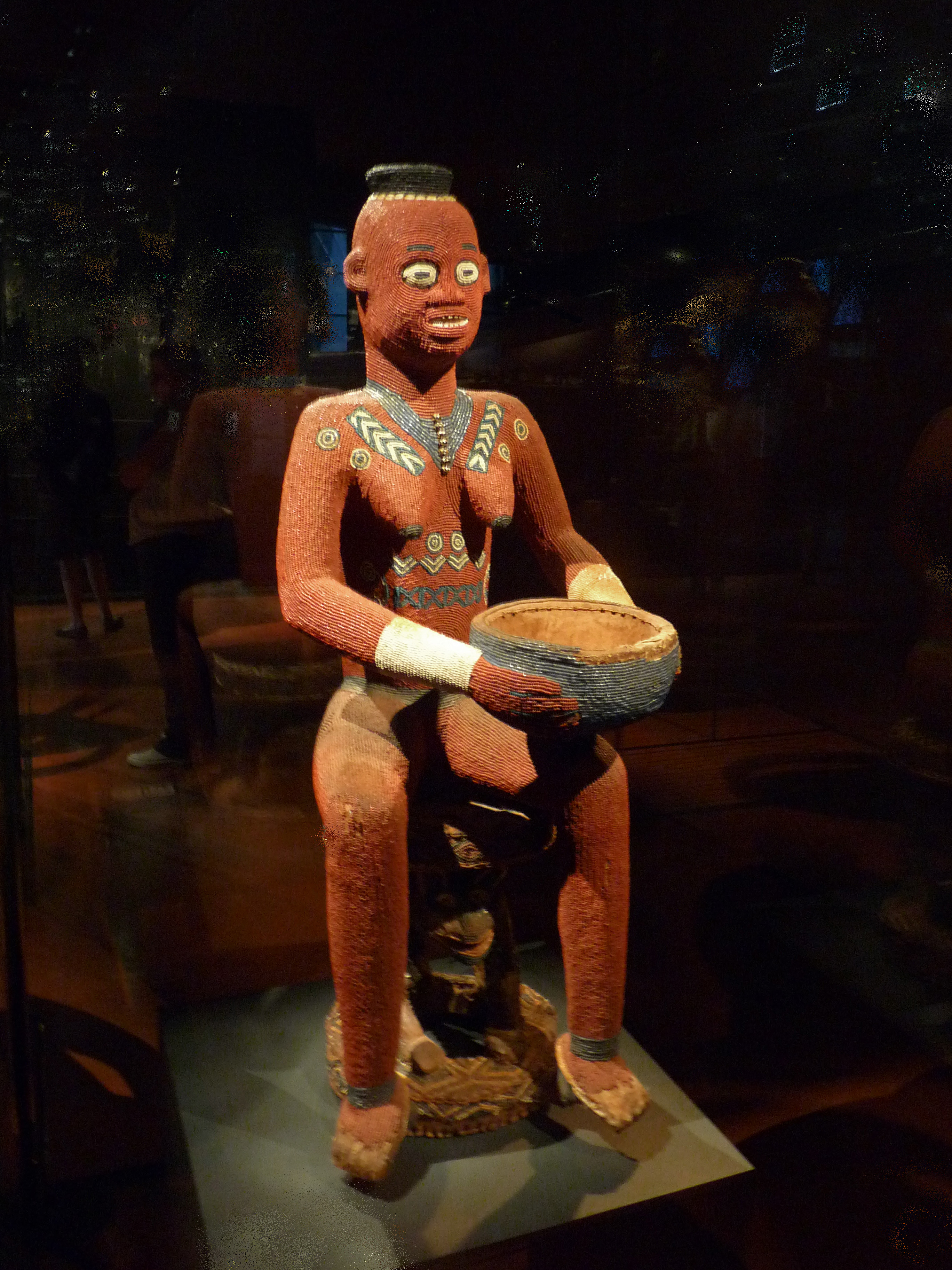
Statue de la Reine porteuse de coupe à Paris
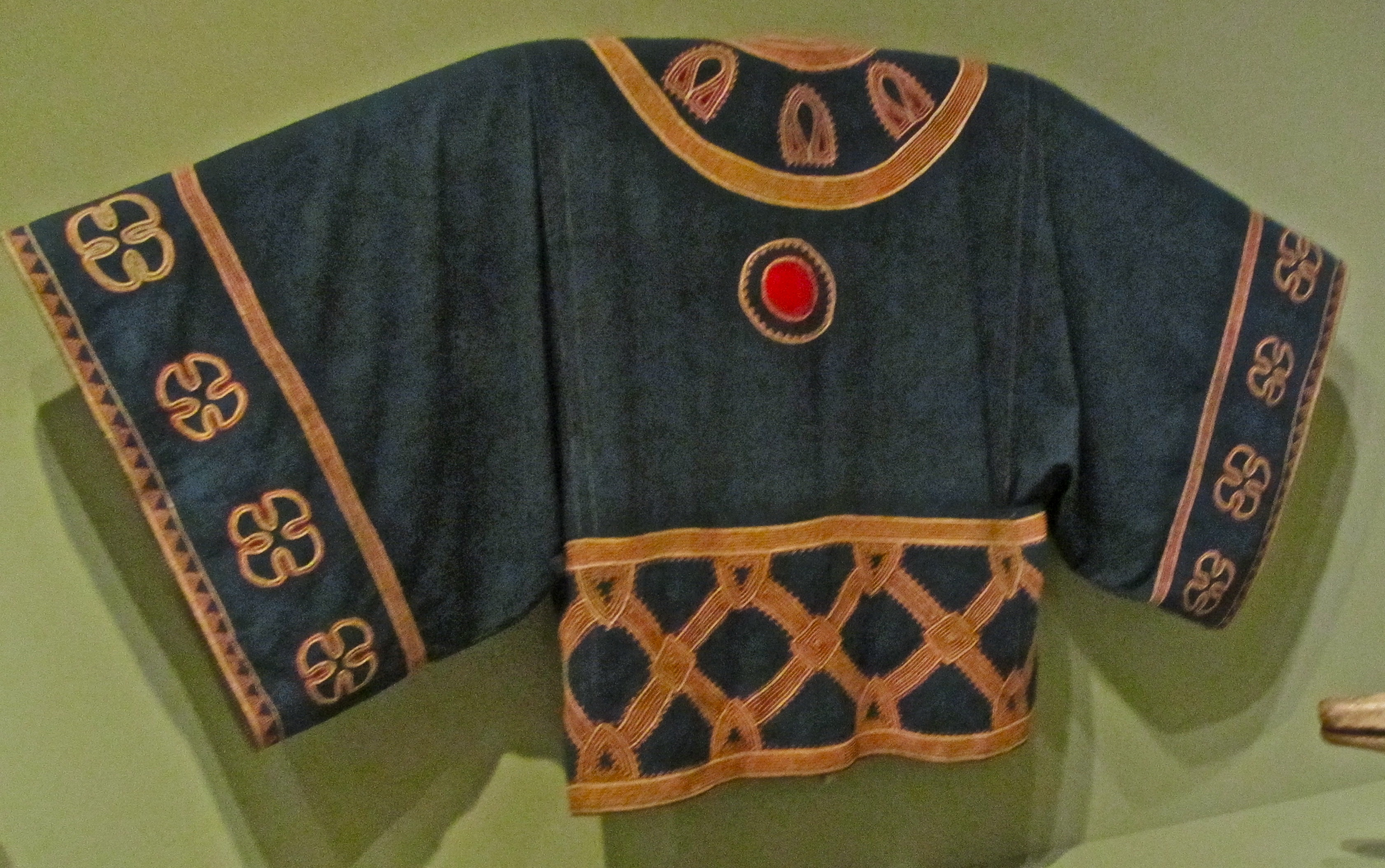
Vêtement de chef (musée d'Art d'Indianapolis)
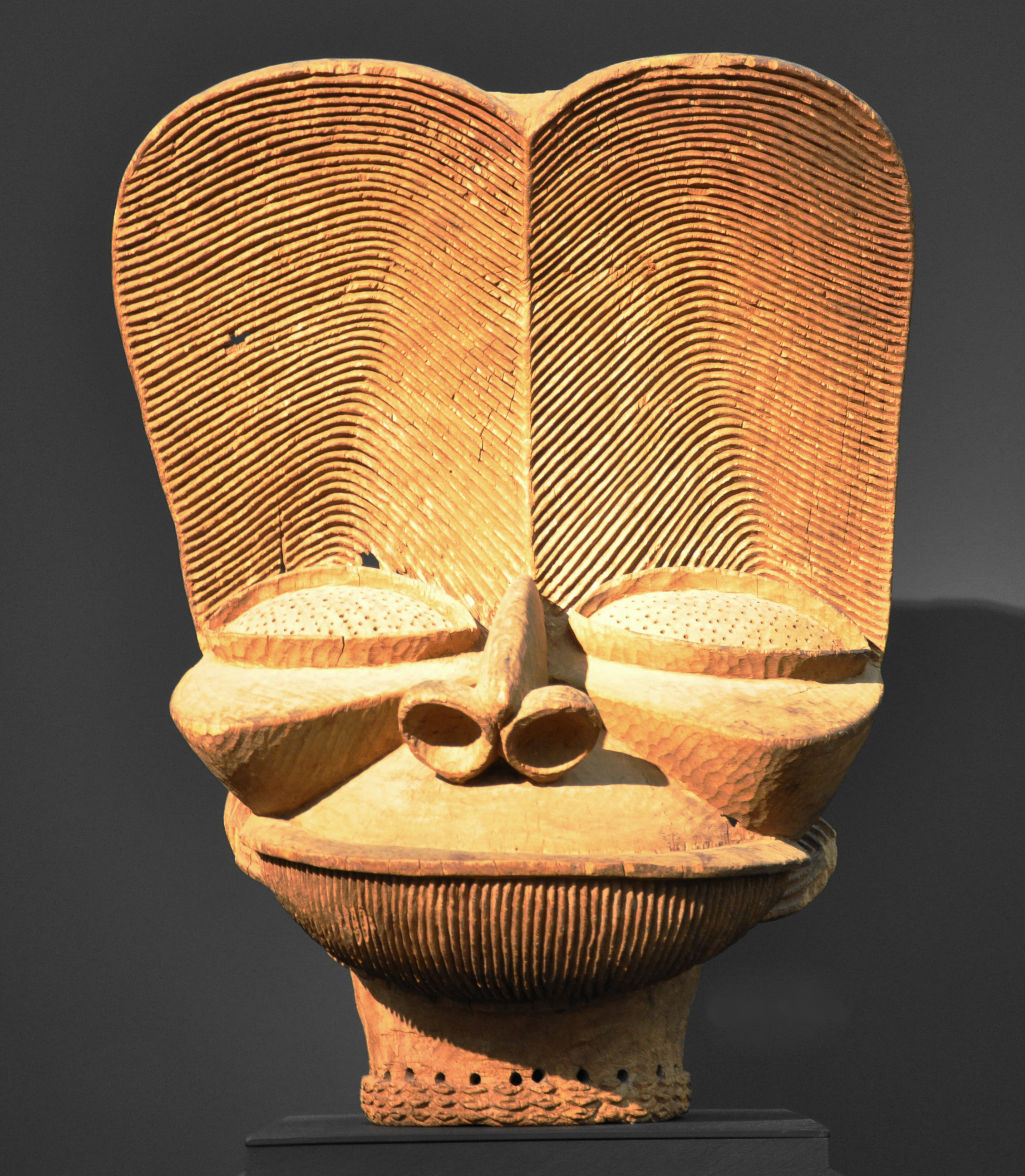
Masque tukah (Museum Rietberg)
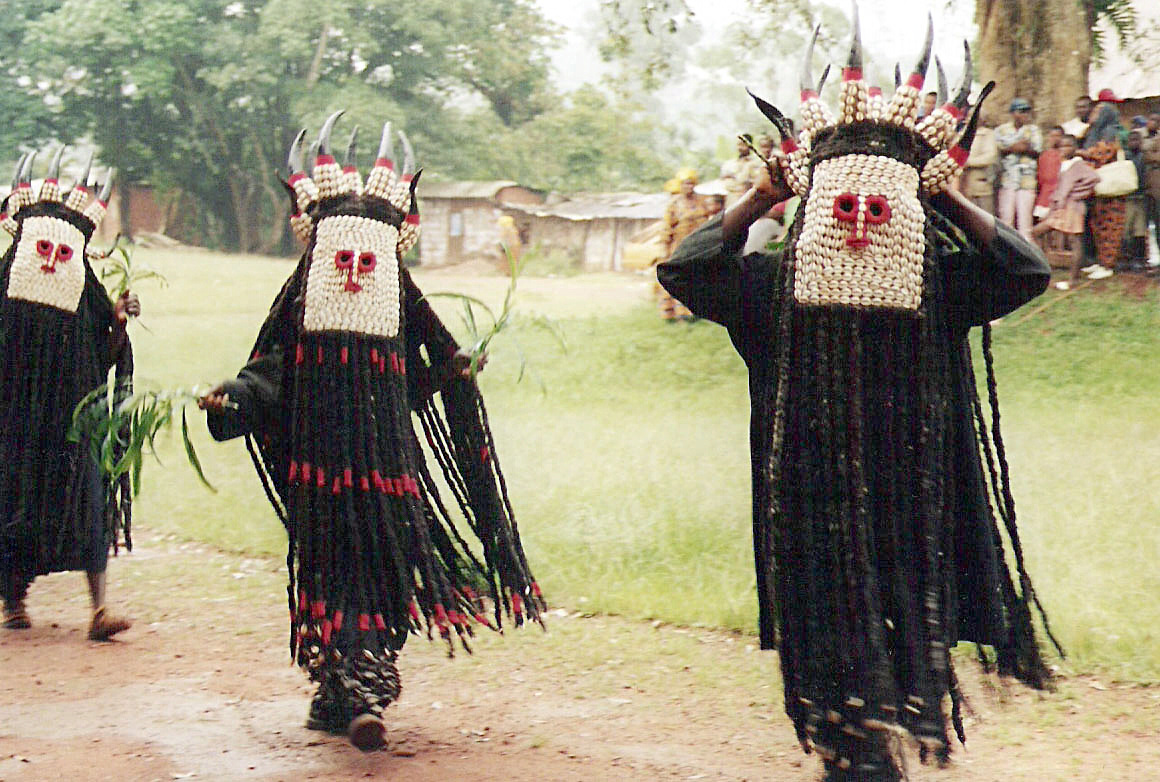
Danseurs à Batié
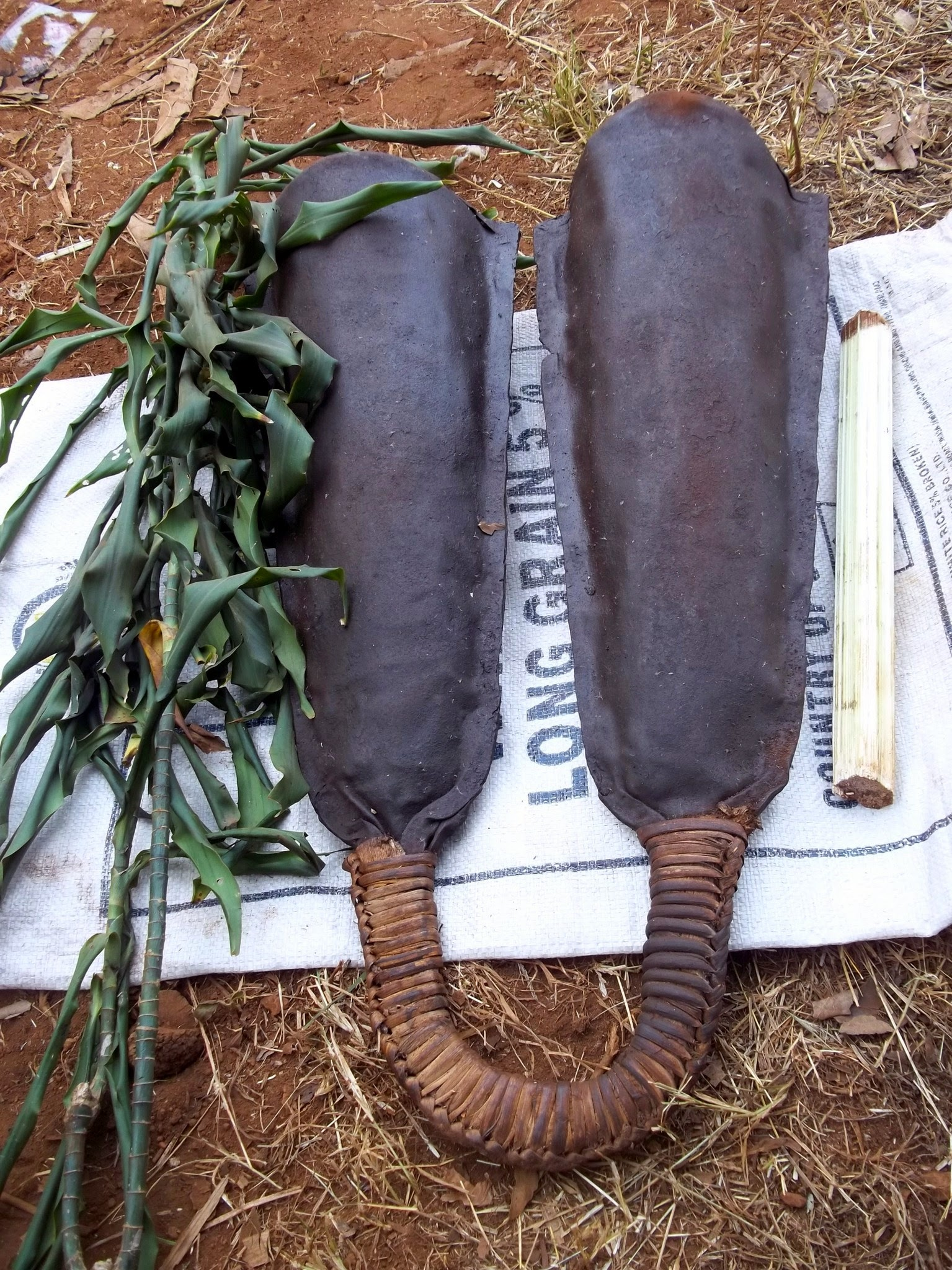
Double cloche (gong)

Sur le plan culinaire, le peuple Bamiléké a plusieurs plats emblématiques tels que le Kondrè, le Nkui ou la sauce jaune.

## Religion
Les Bamilékés sont principalement chrétiens  tout en gardant leurs rites traditionnels.